# The Blue Cafe (альбом)
The Blue Cafe — чотирнадцятий студійний альбом британського співака і автора пісень Кріса Рі, випущений у 1998 році. Для альбому були випущені сингли «The Blue Cafe», «Thinking of You», «Sweet Summer Day» і «Square Peg, Round». Була також японська версія з трьома бонус-треками: «Kyoto Blue», «Ameno Nakano Kiirono Herumetto» та «On the Beach». Це був шостий поспіль альбом Рі, який потрапив до британської десятки, досягнувши 10 місця.

## Список пісень
1. "Square Peg, Round Hole" - 3:58
2. "Miss Your Kiss" - 4:05
3. "Shadows of the Big Man" - 4:49
4. "Where Do We Go from Here?" - 4:32
5. "Since I Found You" - 4:37
6. "Thinking of You" - 3:31
7. "As Long as I Have Your Love" - 4:44
8. "Anyone Quite Like You" - 4:49
9. "Sweet Summer Day" - 4:45
10. "Stick by You" - 4:05
11. "I'm Still Holding On" - 4:55
12. "The Blue Cafe" - 4:49
13. "Kyoto Blue" - 4:44
14. "Ameno Nakano Kiirono Herumetto" - 4:12
15. "On The Beach" - 5:03

## Чарти
| Чарт (1998)                                        | Пік позиції |
| -------------------------------------------------- | ----------- |
| Австрія Austrian Albums (Ö3 Austria)               | 20          |
| Бельгія Belgian Albums (Ultratop Flanders)         | 22          |
| Бельгія Belgian Albums (Ultratop Wallonia)         | 17          |
| Нідерланди Dutch Albums (MegaCharts)               | 32          |
| Фінляндія Finnish Albums (Suomen virallinen lista) | 4           |
| Франція French Albums (SNEP)                       | 43          |
| Німеччина German Albums (Offizielle Top 100)       | 7           |
| Норвегія Norwegian Albums (VG-lista)               | 32          |
| Шотландія Scottish Albums (OCC)                    | 20          |
| Швеція Swedish Albums (Sverigetopplistan)          | 43          |
| Швейцарія Swiss Albums (Schweizer Hitparade)       | 28          |
| Велика Британія UK Albums (OCC)                    | 10          |

| Чарт (1998)                        | Позиція |
| ---------------------------------- | ------- |
| German Albums (Offizielle Top 100) | 66      |